# Meister der Darmstädter Passion

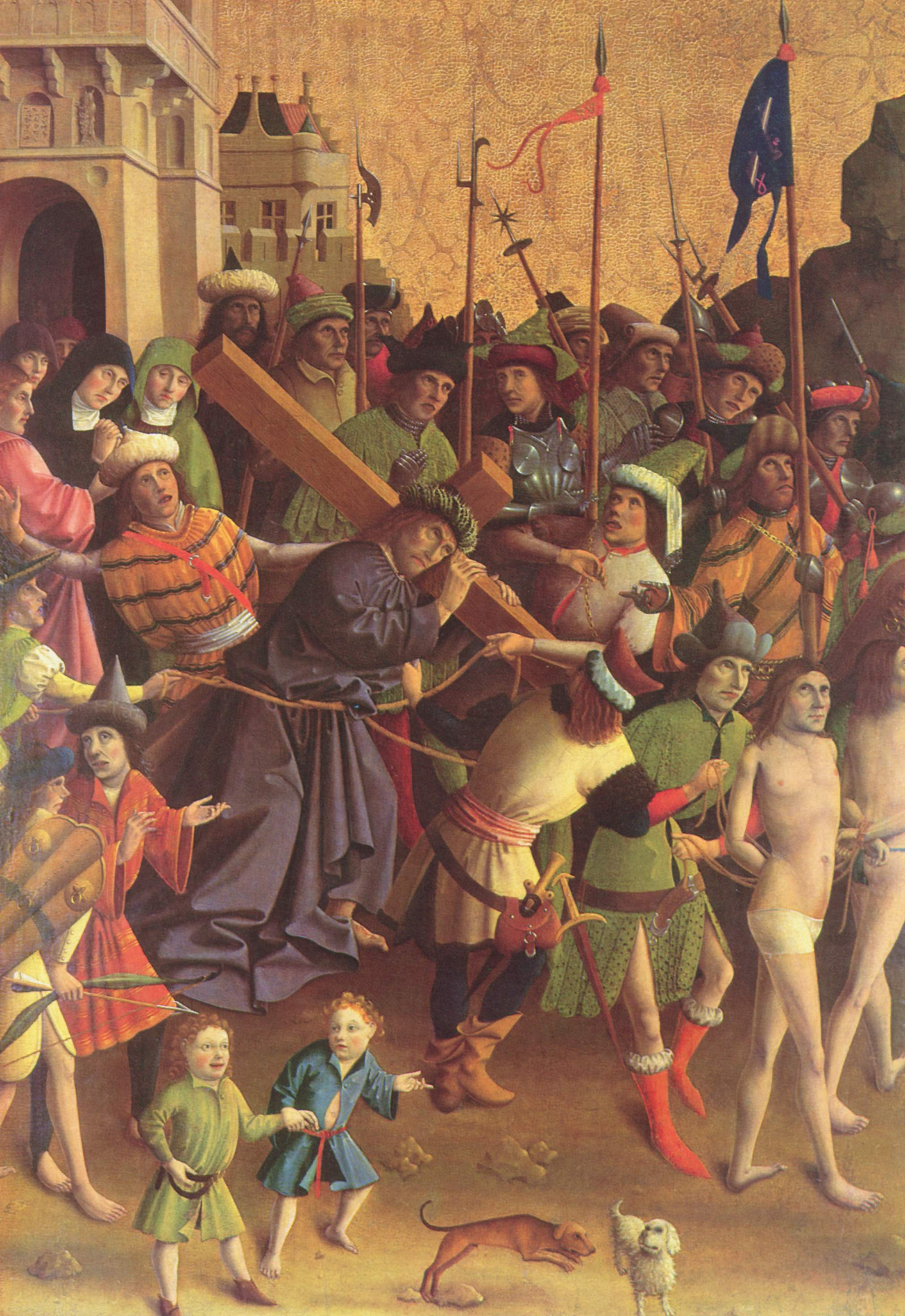
Kreuztragung, (Älterer) Meister der Darmstädter Passion, um 1450

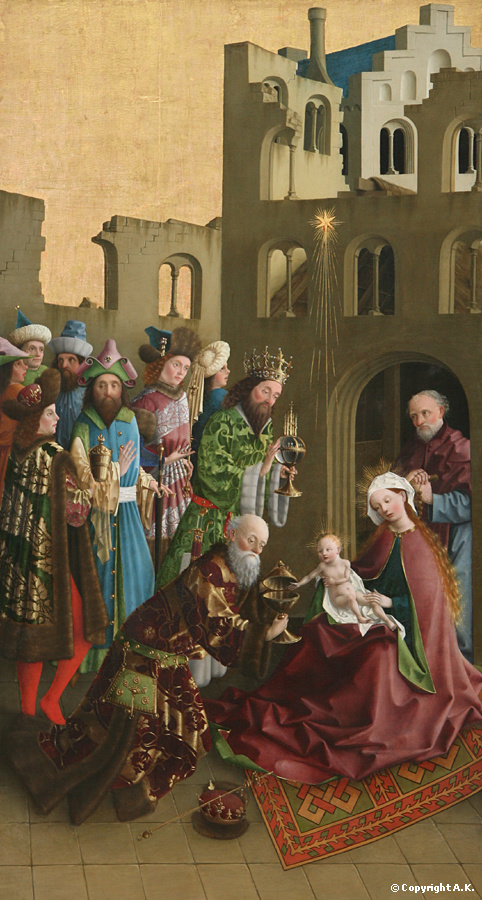
Anbetung der heiligen Drei Könige, (Jüngerer) Meister der Darmstädter Passion, um 1455

Als Meister der Darmstädter Passion werden seit kürzerer Zeit zwei im mittleren Drittel des 15. Jahrhunderts am Mittelrhein tätige Maler bezeichnet, ein älterer und ein jüngerer Meister, die vielleicht eine Werkstatt in Trier führten. Da die Namen unbekannt sind, werden sie aufgrund der älteren Annahme einer Person mit einem Notnamen benannt.
Wie Stefan Lochner in Köln war der ältere Meister einer der ersten Künstler im süddeutschen Raum, die durch die altniederländischen Maler aus Flandern beeinflusst wurden. Auf ihn gehen die namensgebenden Darmstädter Flügelbilder zurück. Er dürfte um 1455 verstorben sein.
Sein jüngerer Mitarbeiter entwickelte eine eigenständige Bildsprache mit unverwechselbarer Farbigkeit und bewegten Menschenmengen. Das Werk des Meisters der Darmstädter Passion ist auch besonders durch Darstellung vom Effekt des Lichtes und dessen Nutzung zur Intensivierung der Farben gekennzeichnet. Der Maler dürfte um 1480 verstorben sein.
Der Meister der Johannesvision war möglicherweise sein Schüler.

## Werke
Darmstädter Flügelbilder, um 1450:
- Linker Flügel außen: Die Verkündigung /  Linker Flügel innen: Die Kreuztragung. Darmstadt, Hessisches Landesmuseum Inv. Nr. GK 8A
- Rechter Flügel außen: Die Geburt Christ / Rechter Flügel innen: Die Kreuzigung. Darmstadt, Hessisches Landesmuseum Inv. Nr. GK 8B

Bilder aus dem Zyklus der Wundertaten Christi von einem Altar aus dem ehemaligen Zisterziensernonnenkloster Baindt bei Ravensburg, dem so genannten Baindter Altar. um 1460:
- Auferweckung des Jünglings zu Naim. München, Alte Pinakothek
- Christus heilt einen Blinden. Stuttgart, Staatsgalerie
- Christus verwandelt auf der Hochzeit zu Kana Wasser in Wein. Stuttgart, Staatsgalerie
- Die Kommunion des Heiligen Onuphrius. Zürich, Kunsthaus Inv. Nr. 2347
- Die Begegnung an der Goldenen Pforte. Zürich, Kunsthaus Inv. Nr. 2324
- Die Heiligen Sebastian und Fabian. Zürich, Kunsthaus Inv. Nr. 2365
- Die Heiligen Dorothea und Katharina. Dijon, Musée des Beaux Art Inv. Nr. 1493

Orber Altar, um 1460–1470:
- Der Kalvarienberg. ehemals Bad Orb, St. Martin (in der Weihnachtsnacht 1983 verbrannt)
- Linker Flügel außen: Thronende Maria mit dem Kinde / Linker Flügel innen: Die Anbetung der Heiligen Drei Könige. Berlin, Gemäldegalerie (Staatliche Museen zu Berlin/SMPK), Inv. Nr. 1205
- Rechter Flügel außen: Die Heilige Dreieinigkeit (Der Gnadenstuhl) / Rechter Flügel innen: Die Verehrung des Heiligen Kreuzes. Berlin, Gemäldegalerie (Staatliche Museen zu Berlin/SMPK), Inv. Nr. 1206

Eberhardsklausener Flügelbilder. um 1470
- Linker Flügen außen (unten): Die Geburt Christi / Linker Flügel innen (unten): Die Kreuztragung. Eberhardsklausen, Wallfahrtskirche
- Rechter Flügen außen (unten): Die Anbetung der Könige / Rechter Flügel innen (unten): Die Auferstehung Christi. Eberhardtsklausen, Wallfahrtskirche

Andere zugeschriebene Werke:
- Johannes der Täufer, um 1460(?). Privatbesitz[7]
- König David, um 1460(?). Privatbesitz[7]
- Christus als Salvator Mundi, um 1460. Frankfurt am Main, Städel Museum Inv. Nr. 2060[7]